# Георги Гарабчи
Георги Гарабчи е бългрси хайдушки войвода, роден в град Ямбол.
Георги е роден около 1775 г. Заради убийството на баща му от турците през 1820 г. захваща хайдутлука за да търси отмъщение. За място на набезите срещу поробителя избира Сакара. Отмъщава за извършени убийства, грабежи и други насилия и жестокости. Държал в страх такива хора в Бакаджиците, Светиилийските възвишения и Тракия. Не по-лека съдба имали и тези около Бургас, Ямбол, Одрин и Лозенград. Поради това, че бил справедлив и строг войвода си спечелва добро име измежду българи, турци, цигани и евреи. Убежище намира във вакъфския манастир „Света Троица“ в Сакара и манастира „Свети Спас“ на Бакаджиците.
От 1823 до 1829 г. Георги Гарабчи действа заедно с четите на Хайдут Велко и Будак Стоян, но въпреки славата му не е известно на поколенията къде е неговият юнашки гроб.